# 식혜
식혜(食醯, 문화어: 밥감주, 영어: sikhye)는 쌀로 만든 한국의 전통 음료로 일반적으로 식사 후에 디저트로 음용된다. 식혜는 쌀밥에 엿기름 가루를 우려낸 물을 부어서 삭힌 후, 기호에 따라 설탕을 넣어 만드는데 쑥이나 약초 등을 넣기도 한다. 삭힌 식혜는 그 위에 잣이나 모양을 낸 대추를 띄워 마시기도 한다. 지역에 따라 식혜를 단술(영어: dansul), 감주(甘酒, 영어: gamju)라고 부르기도 하지만, 단술은 누룩을 이용해 발효한 알콜 음료이며 식혜는 엿기름으로 삭혀 만든다. 식혜는 중국의 지우냥과 일본의 아마자케와 비슷하다.
식혜는 편의점의 음료 코너에서 흔히 볼 수 있는 한국에서도 인기가 있는 음료이다.
한편 식혜에서 밥풀을 걸러낸 뒤 용액을 솥에 넣고 졸이면 찐득한 액체가 만들어지는데, 이것을 조청이라 한다.

## 제조
식혜는 밥에 엿기름 물을 부어서 만든다. 엿기름 물은 쌀알이 표면에 나타날 때까지 일반적으로 62 ℃에서 쌀에 담근다. 그런 다음 액체를 조심스럽게 부어내고 더 거친 부분을 남기고 충분히 달게 될 때까지 끓인다(식혜에는 설탕을 넣지 않음).
한국과 해외의 한국 식료품점에서 식혜는 캔이나 페트병으로 쉽게 구할 수 있다. 한국에서 가장 큰 식혜 생산자는 비락 식혜를 만드는 Hy의 자화사인 팔도이다. 대부분의 캔에 담긴 식혜는 일반적으로 바닥에 밥이 잔류물로 남아 있다. 집에서 만든 식혜는 종종 한식당에서 식사 후에 제공된다.

## 지역적 차이
식혜는 지역에 따라 여러 가지 종류가 있다. 이러한 종류에는 안동식혜와 강원도에서 만들어지는 다양한 식혜인 연엽식혜와 연엽주가 포함된다. 안동식혜는 무, 당근, 고춧가루가 들어간 것이 특징이다. 또한 안동식혜는 끓이는 것이 아니라 며칠 동안 발효시킨다. 긴 발효 과정에도 불구하고 무의 아삭한 식감이 유지된다. 부드러운 식감은 질이 낮은 식혜 임을 나타낸다. 캔으로 포장된 달콤한 식혜나 식당에서 제공되는 수제 식혜가 디저트 음료로 음용되는 반면, 안동식혜는 락토바실루스속 세균이 함유되어 있어 소화 보조제로 사랑받고 있다.

## 명칭
식혜는 "단술"과 "감주(甘酒)"라는 이름으로도 불린다. 이 두 이름은 "달콤한 술(sweet wine)"이란 의미이다. 그러나 이들 명칭은 또한 감주라고 불리는 다른 종류의 약간의 알코올이 함유된 쌀 음료를 지칭하는 데도 사용된다.

### 호박식혜
호박식혜는 찐밥에 단호박을 삶아 우려낸 물로 만든다. 엿기름으로 우려낸 물 대신 단호박으로 우려낸 물로 담근다. 취향에 따라 설탕을 넣어 먹기도 한다.

### 안동식혜
안동 지방에서 식혜라 하면, 찹쌀 또는 맵쌀을 고들하게 쪄서 엿기름 물에 담고, 생강즙을 짜 넣고 고춧가루로 물을 내 삭힌 음료를 말한다. 안동식혜는 독특한 고명을 첨가하는 경우가 많다. 안동에서는 붉은 색을 띠는 이런 형태의 음료를 식혜라고 하고, 그렇지 않은 것들을 감주라고 부른다.

### 연엽식혜
연엽식혜는 뜨끈한 찹쌀과 술, 꿀을 연잎에 싸서 만든다. 마시기 전에 잣 몇 개를 띄운 다음에 마신다.

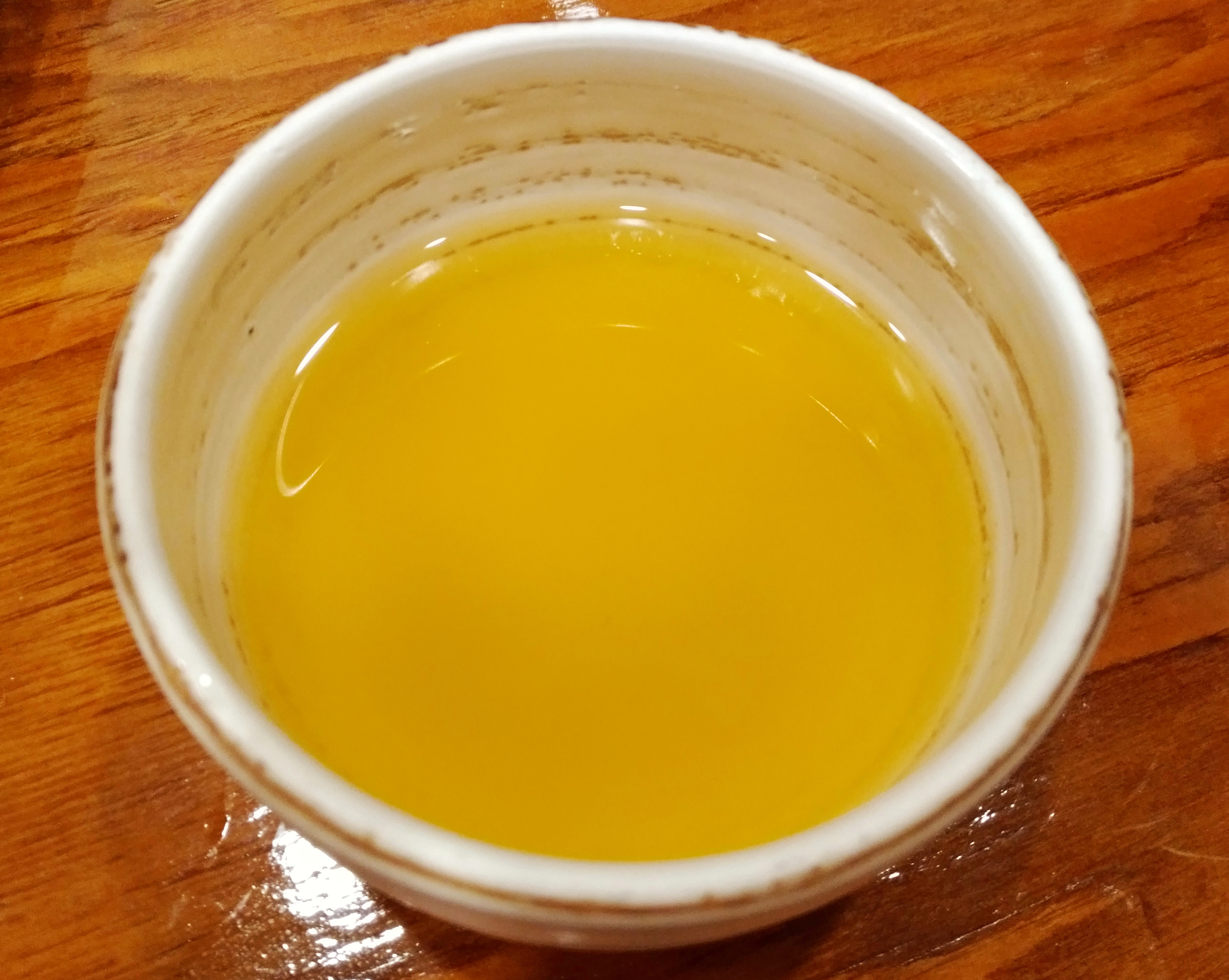
호박식혜
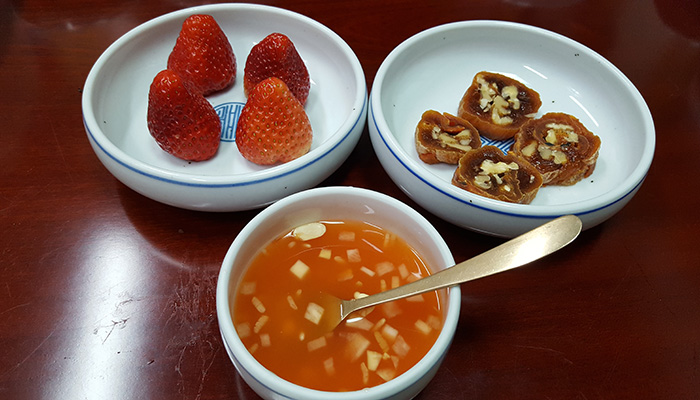
곶감말이, 딸기, 안동식혜

## 효과
식혜는 소화를 돕는 것으로 알려져 있으며, 식이 섬유와 항산화 물질을 함유하고 있다. 식사 후에 소화를 돕기 위해 주기적으로 왕(족)에서 진상되었다.
식혜는 "차가운" 체질을 가지고 있는 사람을 따뜻하게 해주고 너무 "따뜻한" 체질을 가지고 있는 사람을 덜 따뜻하게 해준다고 한다. 식혜는 또한 숙취 해소에도 큰 도움을 준다고 한다.

## 어원
식혜(食醯)는 중국이나 일본에 존재하지 않는 단어로, "먹을 식(食)"(또는 삭)은 성숙과 관련이 있고, 식초, 신 맛, 술 등을 뜻하는 "식혜 혜(醯)"는 술이나 달달한 주스를 만드는 것과 관련이 있는 한자로 이 두 한자가 결합되어 형성된 단어이다. "식패"와 유사한 어떤 우리말을 유사한 발음과 이왕이면 뜻도 나름 통하는 한자로써 옮긴 말에 불과할 가능성이 크다. 그리고 식혜는 그 만드는 과정이 말해주듯이 "삭히다"의 "삭"과 어근 뒤에서를 만드는 접미사 "애"(날(날다) + 애 = 나래. (불다) + 애 = 부레. 막(막다) + 애미 = 마개 등)가 결합되어 만들어졌을 가능성이 있다. 하지만 어원에 대한 확실한 문헌적 근거가 있는 것은 아니다.

## 요리법
보리를 물에 불려 싹이 나기를 기다렸다가 햇볕에 말린 엿기름을 갈아서 가루로 만들어 물을 타 고운 체로 거른 후 시루에서 쪄낸 밥을 넣고 보온해 발효시켜 만든다.
식혜는 가정에 있는 압력 밥솥으로도 만들 수 있다. 밥솥의 3분의 1 정도 분량의 된밥에, 더운 물로 20분에서 30분 정도 우려낸 엿기름을 걸러서 밥솥의 4분의 3 정도로 붓고, 숟가락으로 저어서 밥이 전부 풀리게 한다. 이후 뚜껑을 덮고 보온 스위치를 누른다. 이때 취사 스위치를 눌러 끓여 버리면 식혜가 되지 않는데, 이는 엿기름 속의 아밀레이스가 효소 기능을 상실해 버리기 때문이다.
보온한 지 몇 시간이 되어 밥알이 동동 뜨기 시작하면, 밥 속의 녹말이 분해되어 껍질만 남게 되어 밥알이 뜨는 것이기에 식혜가 완성된다. 이렇게 만들어진 식혜를 뚜껑을 연 채로 취사 버튼을 눌러 몇 분 정도 끓이면 엿기름의 비린내가 사라진다. 완성된 식혜는 별로 달지 않아서 설탕을 넣어 단맛을 조절해야 한다. 고두밥에 엿기름 액을 적게 부어 고농도로 해 주면 제법 단맛이 나오지만 식혜의 양은 얼마 나오지 않는다.
시중에 판매되는 식혜 제품은 설탕을 넣어 맛을 낸 것이며, 분해된 밥풀만 들어갔을 뿐 원래의 식혜와는 거리가 있는 음료이다. 식혜 특유의 맛은 엿기름으로부터 나온다.

## 내용물
명절에 푸짐한 식사를 마치고 달달하고 시원한 식혜 한 그릇을 마시면 후식으로도 좋고 소화에도 도움이 된다. 식혜는 재료가 간단하고 만들기도 쉽지만 시간이 많이 걸린다.
쌀이나 찹쌀로 밥을 걸쭉하게 만들어 엿기름에 녹여 밤새 따뜻하게 두면 쌀알이 식어서 위로 떠오른다. 엿기름에 함유된 효소의 작용으로 밥을 식히면 엿기름 특유의 단맛과 향이 난다. 밥이 식으면 설탕이나 꿀을 넣고 한 번 끓인 후 식혀서 차갑게 만든 후 먹는다. 끓일 때 다진 생강이나 유자즙을 넣으면 향과 맛이 더 좋아진다. 식혜를 대접할 때는 따로 제공되는 밥과 함께 대접하는 것이 좋으며, 잣, 대추, 석류 등의 잡곡도 알맞게 대접할 수 있다.
깔끔한 그릇에 담으면 식혜가 더 맛있어 보이게 된다. 또한 액체 성분과 밥알의 색깔도 중요하다. 씻을 때 밥알이 튀어나오면 망이나 접시로 제거하고 찬물에 헹구어 차갑게 보관한 뒤 식혜수 한 스푼을 위에 올려 놓아야 한다. 밥알이 많을수록 부드럽고 달콤하며 색이 하얗다. 물론 엿기름은 깨끗해야 하고 엿기름은 꼭 빼서 윗부분에 따라 사용해야 한다. 침전물을 넣으면 밥알이 검게 변한다.
맑은 식혜가 무조건 좋은 것은 아니다. 식혜를 맛있게 만들기 위해서는 엿기름이 무엇보다 좋아야 하며, 씻는 온도와 시간이 중요하다. 잘 자란 맥아는 물기를 빼고 물과 섞은 다음 윗층의 물을 사용한다. 한국에서 엿기름(맥아)은 널리 사용되며, 식혜, 고추장, 떡, 술 등을 만드는 데 사용된다.
이제 밥알을 보온 용기에 넣고 6시간에서 7시간 정도 놔두면 충분히 먹을 수 있기 때문에 아주 쉽게 할 수 있다. 과거에는 더운 방에서 담요로 싸는 등 필요한 것들이 많았었다. 밥알을 식히기 위해 50~60 ℃를 유지해야 한다. 더 낮은 온도에서 오랜 시간 동안 방치하면 밥알의 녹말이 분해될 수 있도록 효소가 작용을 다할 수 없을 것이며, 온도가 너무 높으면 효소가 변성되어 촉매 역할을 하지 못한다.

## 갤러리

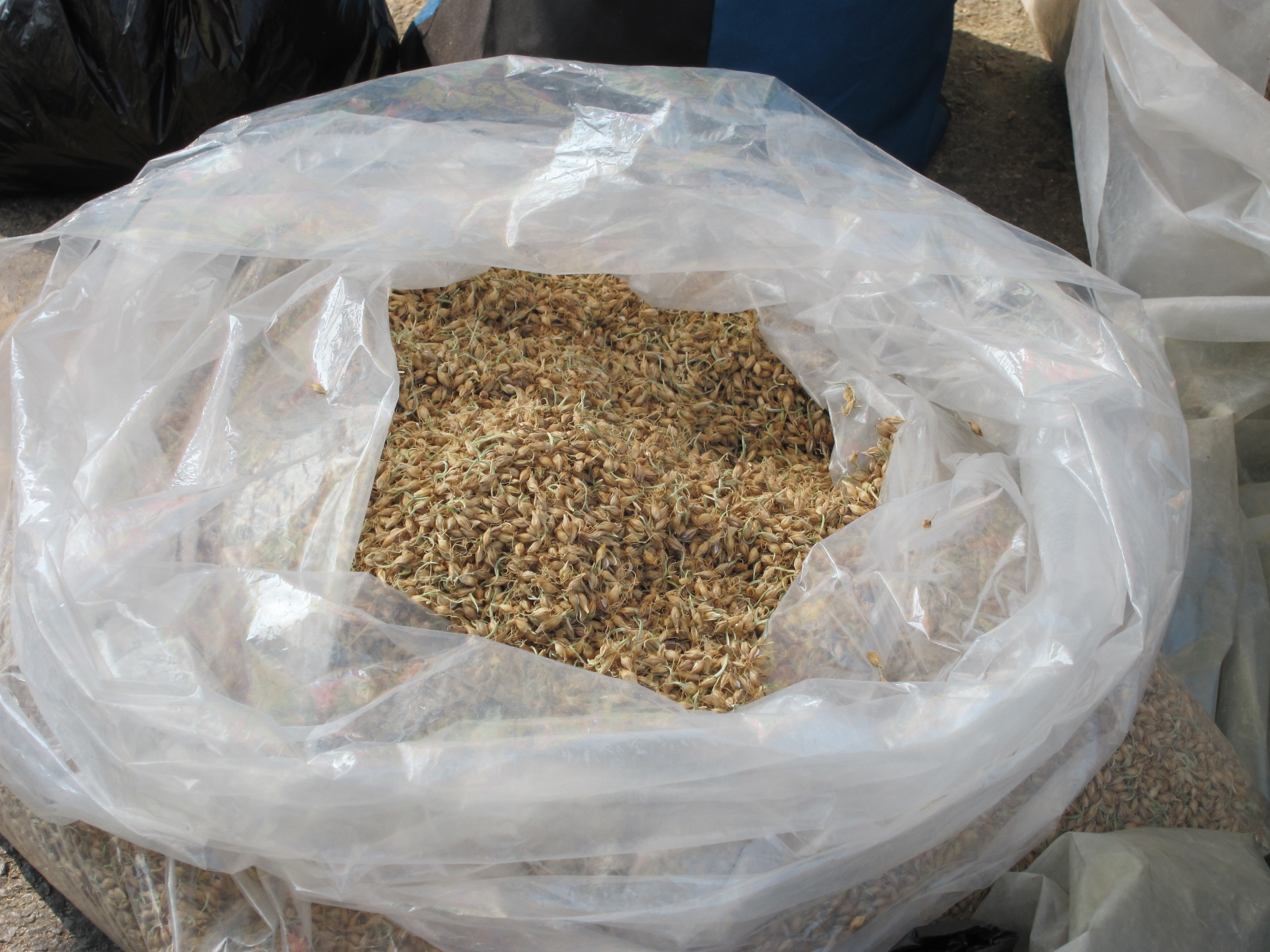
식혜를 만들 때 사용하는 엿기름(맥아 보리)
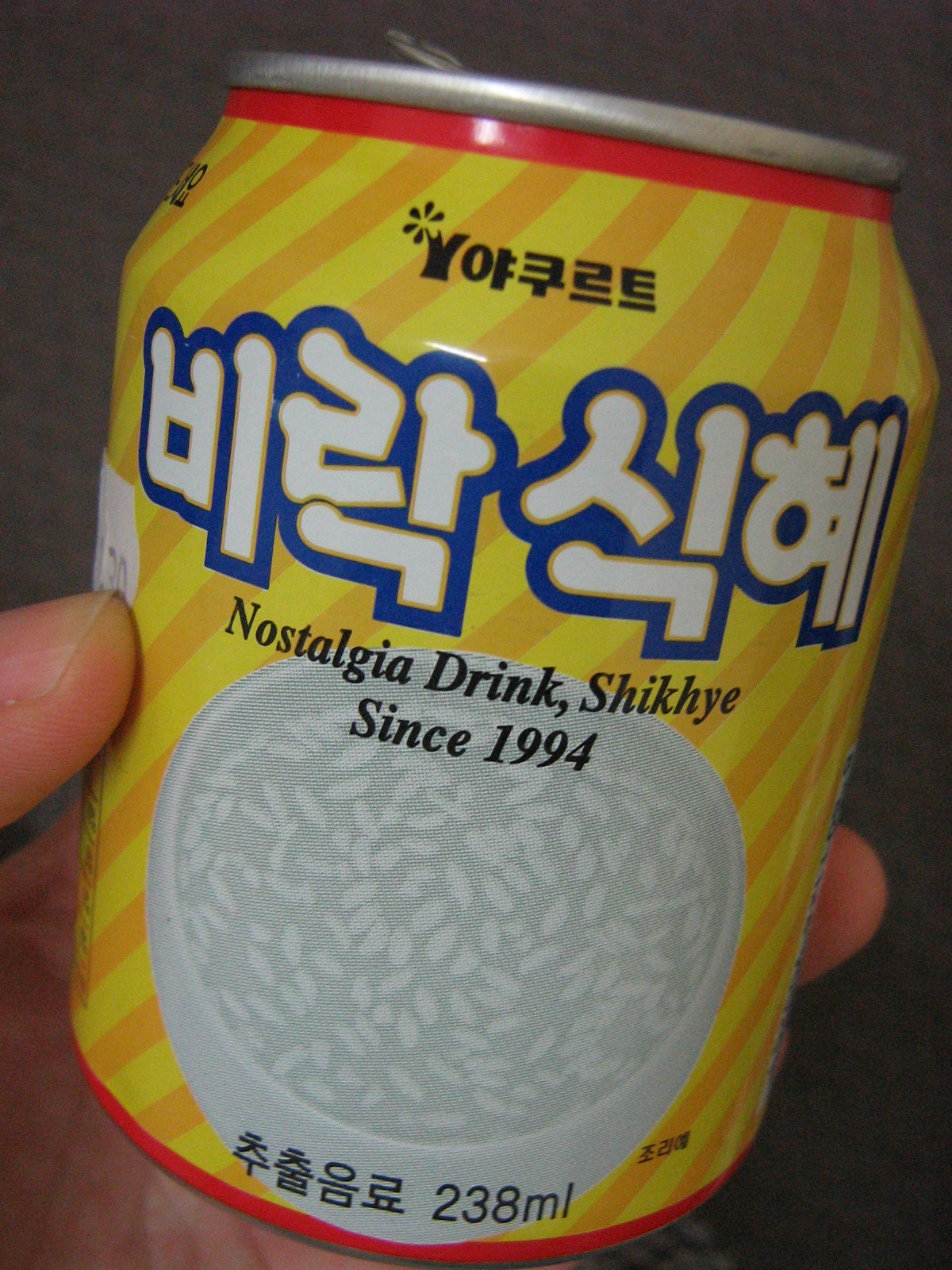
팔도에서 제조하는, 캔으로 포장된 비락 식혜
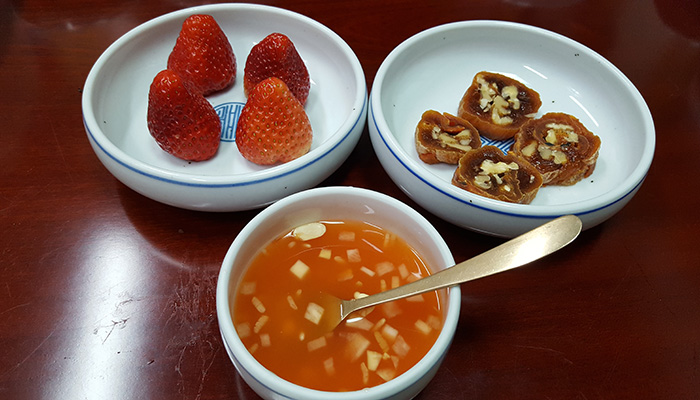
곶감말이, 딸기, 안동식혜
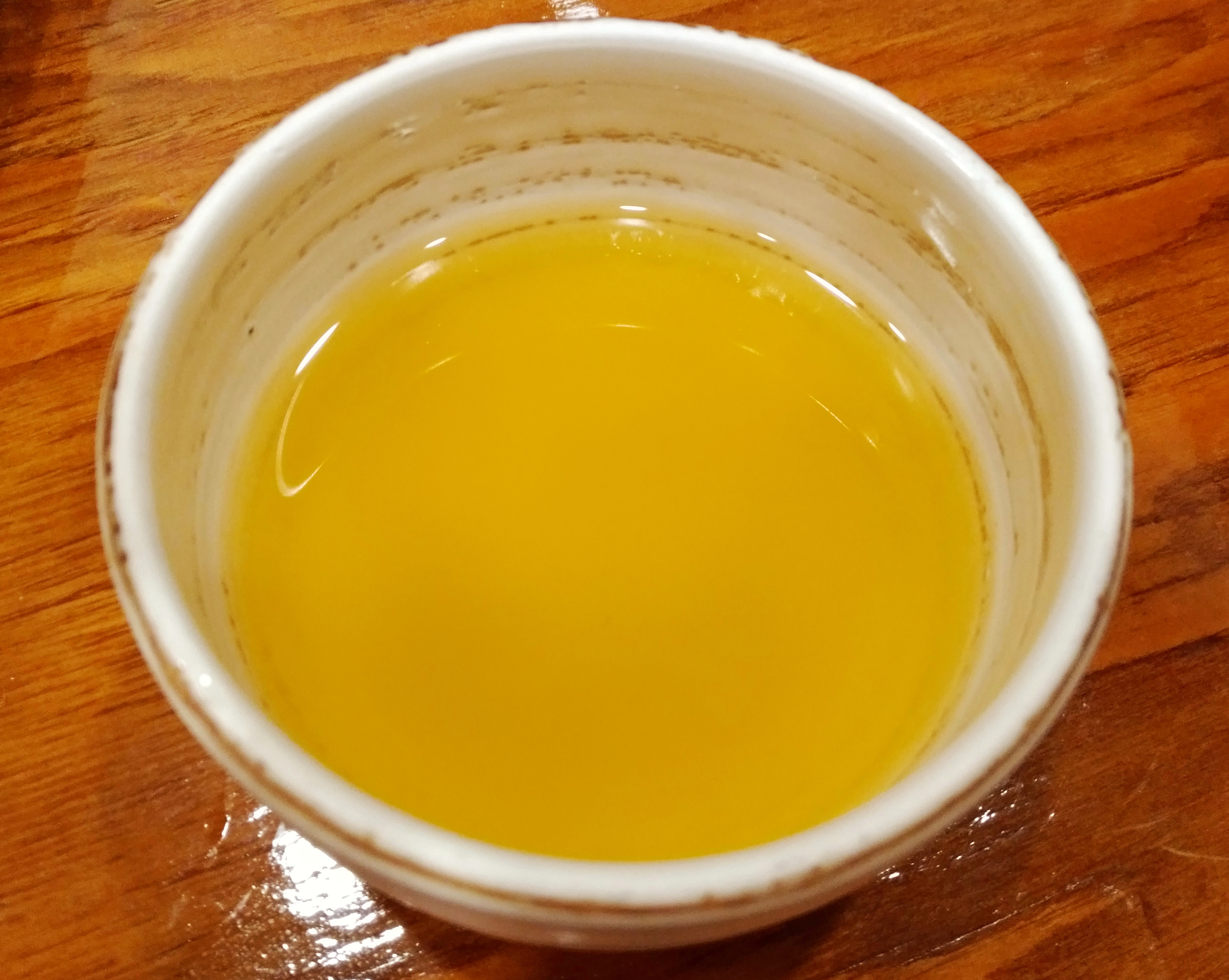
호박식혜

## 같이 보기
- 단술
- 조청
- 한국 요리
- 전통차
- 식물성 밀크
- 미유
- 수정과
- 숭늉
- 비락
- 엿기름